# Slavy
Borislav „Slavy“ Ivaylov Stankov (bulgarisch Борислав Ивайлов Станков Borislaw Iwajlow Stankow; * 5. Mai 2002 in Huesca) ist ein spanisch-bulgarischer Fußballspieler, der aktuell bei Unionistas de Salamanca CF in der Primera Federación spielt.

## Karriere

### Verein
Bis 2018 spielte Slavy in der Jugendakademie von SD Huesca, ehe er in die U18-Mannschaft des FC Valencia wechselte. Nur ein Jahr später unterschrieb er in der U19 von Real Valladolid. In der Saison 2019/20 kam er bereits einmal in der dritten spanischen Liga zum Einsatz, als er für die Zweitmannschaft eingewechselt wurde. In der Folgespielzeit 2020/21 fiel er lange aufgrund einer Knieverletzung aus. Nachdem er 2021/22 zunächst Stammspieler in der Reserve war, kam er am 8. Oktober 2021 (9. Spieltag) zu seinem Debüt für die Profis gegen den FC Málaga nach später Einwechslung.

### Nationalmannschaft
Von Januar bis Februar 2020 kam er viermal für die spanische U18-Nationalmannschaft zum Einsatz, wobei er zweimal traf.